# Michael Munding
Michael Munding (* 1959 in Rottweil) ist ein deutscher Künstler.
Von 1983 bis 1988 studierte er an der Akademie der Bildenden Künste in Nürnberg bei Hans Peter Reuter. 1988 bis 1989 folgte ein Stipendium in Krakau. 1990 erhielt er den Förderpreis des Freistaates Bayern, 1991 das Amerika-Reisestipendium Lauber-Preis, 1993 den USA-Preis des Freistaates Bayern (Einjähriger Aufenthalt in New York) und 1994 bis 1995 ein Stipendium der Kunststiftung Baden-Württemberg. 1996 ermöglichte ihm der Villa-Romana-Preis einen einjährigen Aufenthalt in Florenz.
Seit 1998 hat er eine Professur an der Akademie der Bildenden Künste in Nürnberg.